# Piotrowice (powiat nowomiejski)
Piotrowice (niem. Gross Peterwitz) – wieś w Polsce położona w województwie warmińsko-mazurskim, w powiecie nowomiejskim, w gminie Biskupiec.

## Historia
Pierwsze wzmianki o miejscowości pochodzą z XIV w. W okresie międzywojennym w pobliżu miejscowości przebiegała granica polsko-niemiecka. Do 1945 r. miejscowość nazywała się Gross Peterwitz. Miejscowość została zgrabiona wpierw przez wycofujących się Niemców, a potem przez armię Czerwoną.
W latach 1975–1998 miejscowość należała administracyjnie do województwa toruńskiego.

## Zabytki
W miejscowości znajduje się kościół pod wezwaniem Podwyższenia Krzyża Świętego oraz zabytkowy młyn wodny.